# Монштаб
Монштаб (нем. Monstab) — община в Германии, районный центр, расположен в земле Тюрингия. 
Входит в состав района Альтенбург. Подчиняется управлению Розиц.  Население составляет 483 человека (на 31 декабря 2010 года). Занимает площадь 5,66 км².
Коммуна подразделяется на 5 сельских округов.